# Bad Ems
Bad Ems er en by ved floden Lahn i Rheinland-Pfalz i Rhein-Lahn-Kreis i Tyskland.
Byen har et areal på 15,36 km², og har 9.288 indbyggere (2006). Byen er del af forbundskommunen Bad Ems.

## Verdensarv fra 2021
Den 24. juli 2021 indskrev UNESCO Bad Ems som verdensarv, og byen blev én af de 11 byer i Europas store kurbadesteder. 